# Nemognatha cantharidis
Nemognatha cantharidis är en skalbaggsart som beskrevs av Macswain 1951. Nemognatha cantharidis ingår i släktet Nemognatha och familjen oljebaggar. Inga underarter finns listade i Catalogue of Life.